# خلوسکا وولا
خلوسکا وولا (به لهستانی:  Chlewska Wola) یک روستا در لهستان است که در گمینا موسکوژو واقع شده‌است. خلوسکا وولا ۲۸۴ نفر جمعیت دارد.